# The World According to Gessle
The World According to Gessle – trzeci album szwedzkiego piosenkarza Pera Gessle wydany 2 maja 1997 roku.

## Lista utworów
Źródło.
1. "Stupid"
2. "Do You Wanna Be My Baby?"
3. "Saturday"
4. "Kix"
5. "I Want You To Know"
6. "Reporter"
7. "B-Any-1-U-Wanna-B (Homage To Brian W.)"
8. "Wish You The Best"
9. "Elvis In Germany (Let's Celebrate!)"
10. "T-T-T-Take It!"
11. "I'll Be Alright"
12. "There Is My Baby"
13. "Lay Down Your Arms"